# Petr Keglević
Petr Keglević z Bužimi (chorvatsky Petar Keglević či Petar Keglević z Bužimi, 1478–1554, Kostel nebo Krapina) byl chorvatský šlechtic a chorvatsko-slavonsko-dalmatský bán.

## Život
Pocházel ze starého šlechtického rodu Keglevićů z Bužimi z rozrodu Prklja, který je zmiňován již v roce 1322 v oblasti údolí řeky Zrmanje u Erveniku. Své jméno odvuzuje podle Keglena, člena rodu z počátku 15. století. Ve druhé polovině 15. století jim patřila pevnost Kegalj-grad v Kninském kraji.
Petr se v roce 1493 jako mladík zúčastnil bitvy na Krbavském poli. Později se proslavil v bitvě s Turky v roce 1521. V letech 1521 až 1522 byl kapitánem, stal se tedy bánem jajeckého okresu se sídlem v Jajci, poté královským komisařem (generálním prokurátorem) Chorvatska a Slavonie (1533–1537) a v letech 1537–1542 chorvatským bánem.
Krátce před bitvou u Moháče získal ius gladii. Po této bitvě se rozhodl pro podporu krále Ferdinanda I. Habsburského proti Janovi Zápolskému. Po dobytí rodinných statků v údolí Zrmanja Turky koupil Petr v roce 1523 statky Kostel, Krapina, Blinja a Totuševina a darem od krále získal statky Bijela Stijena u Pakrace, Novigrad a Lobor.
Po smrti svého zetě Gašpara Ernušta (posledního člena bohatého židovského rodu Ernuštů) si Petr Keglević nezákonně přivlastnil jeho statky v Mezimoří, načež ho král Ferdinand s pomocí Nikoly Šubiće Zrinského zbavil úřadu bána, zkonfiskoval jeho majetek a nechal jej roku 1546 uvěznit na kostelském panství.
V té době probíhal dynastický boj mezi Habsburky a Jagellonci.
V roce 1548 byl omilostněn a byla mu vrácena část zkonfiskovaného majetku s rodovým panstvím Bužim. 
Petr Keglević z Bužimi zemřel v Kostele nebo Krapině a byl pohřben ve farním kostele v Pregradě.

Petr Keglević byl ženatý s Barborou Strezsemleyovou ze Strezy (dnešní Pavlin Kloštar) z rodu Bissenů ze Strezy (Bissenus de Streza), která pocházela od Strezy, strýce chorvatského krále Dimitrije Zvonimíra. Streza pocházel z rodu Bissenů de genere Aba, který byl potomkem uherského krále Samuela Aby (1041–1044), zetě uherského knížete Gejzy a který byl potomkem Csaby, syna hunského krále Attily.